# جسی رنیک
جسی رنیک (انگلیسی: Jesse Renick; ۲۹ سپتامبر ۱۹۱۷ – ۲۵ نوامبر ۱۹۹۹) بازیکن بسکتبال اهل ایالات متحده آمریکا بود.
وی در مسابقات کشوری و بین‌المللی در مجموع برندهٔ ۱ مدال طلا شده‌است.